# Ciudad Agroalimentaria de Tudela
La Ciudad Agroalimentaria de Tudela (de forma acrónima CAT) es una empresa pública del Gobierno de Navarra situada en la localidad navarra de Tudela, y de nombre homónimo al parque empresarial que dio lugar a su origen.

## Historia
Esta sociedad pública surge para encargarse de forma directa la gestión de un nuevo parque empresarial diseñado específicamente para empresas agroalimentarias en la Ribera de Navarra. Dicho parque empresarial comienza a construirse en el año 2006, arrancando su actividad en el año 2009.
Actualmente está integrada en la Corporación Pública Empresarial de Navarra.

## Sede
La Ciudad Agroalimentaria de Tudela está situada en el Polígono La Serna, Calle D de Tudela (Navarra).

## Objetivos
El objetivo de la Ciudad Agroalimentaria de Tudela es mejorar la competitividad de las empresas y fortalecer el crecimiento del sector agroalimentario, concentrando toda la cadena de valor en una superficie de 1.200.00m2.